# Trigonognathus kabeyai
Trigonognathus kabeyai (лат.) — единственный существующий ныне вид рода Trigonognathus семейства этмоптеровые. Распространён в северо-западной и центральной части Тихого океана на глубинах до 360 м. Максимальный зарегистрированный размер 54 см. Тело стройное, вытянутое. Челюсти имеют характерную треугольную форму и усеяны длинными зубами в виде узких крючков. У основания обоих спинных плавников имеются шипы. Нижняя сторона тела покрыта многочисленными фотофорами. Эти акулы размножаются яйцеживорождением. Рацион в основном состоит из костистых рыб. Внушительная пасть позволяет им заглатывать довольно крупную рыбу целиком. Структура скелета и мускулов головы образует уникальное приспособление, поддерживающее такой механизм кормления, отличный от прочих колючих акул. В качестве прилова иногда они попадаются при коммерческом рыбном промысле, но ценности не представляют.

## Таксономия
Впервые вид был описан в 1990 году. Первые экземпляры, представлявшие собой двух неполовозрелых самцов, были пойманы в 1986 году у южного побережья Японии донным траулером. Первый из них, ставший голотипом, имел в длину 22 см и был добыт на глубине 330 м. Длина второго составляла 37 см, он был пойман на глубине 360 м. Название рода происходит от др.-греч. τρίγωνον «треугольник» и γνάθος «челюсть» и обусловлено характерной формой челюстей, а видовой эпитет присвоен в честь капитана траулера, добывшего этих акул, Хиромити Кабейя.
Первоначально новый вид был отнесён к семейству Squalidae, который в то время использовали для классификации всех членов отряда катранообразных акул, начиная с бляшкошипых и заканчивая трёхгранными. В 1992 году на основании морфологического исследования эти виды были отнесены к подсемейству Etmopterinae, которое систематики в настоящее время признают отдельным семейством Etmopteridae

## Филогенез и эволюция
Позиция рода Trigonognathus внутри семейства Etmopteridae остаётся неясной. Морфологические и молекулярные филогенетические данные в целом поддерживают разделение семейства на две клады, в одну входят Etmopterus и Miroscyllium, а в другую Centroscyllium и Aculeola.
По оценке молекулярных часов род Trigonognathus сформировался 14 миллионов лет назад в среднем эоцене, в ходе крупной адаптивной радиации катранообразных. В то время он был представлен вымершим ныне видом Trigonognathus virginiae, чьи окаменевшие зубы, обнаруживают в лютетском ярусе департамента Ланды, Франция. Эти остатки фактически идентичны окаменевшим зубам современных Trigonognathus kabeyai, найденным на северо-востоке Венесуэлы и датируемым поздним миоценом и ранним плиоценом.

## Ареал

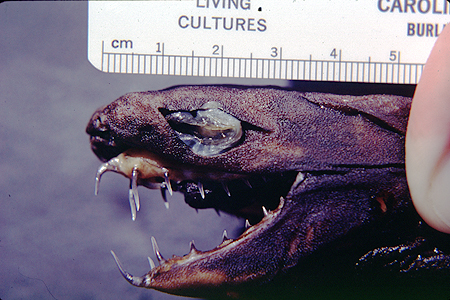
Характерные челюсти и зубы.

Trigonognathus kabeyai обитают на ограниченной территории в северо-западной части Тихого океана у полуострова Кии, Япония. Небольшое количество акул этого вида было обнаружено в желудках хищных рыб, пойманных у Бонинских островов. Один экземпляр попался на подводном пике Хэнкок, расположенном в 300 км к северо-западу от атолла Куре, входящего в состав Подветренных Гавайских островов. Эти акулы днём предпочитают держаться у дна в верхней части континентального склона и подводных пиков на глубине от 270 до 360 м. Ночью они поднимаются к поверхности воды и обычно не опускаются глубже 150 м. Эти факты свидетельствуют о том, что они совершают суточные вертикальные миграции. Возможно, такое поведение связано с кормлением.

## Описание
Максимальный зарегистрированный размер и масса самцов 47 см и 0,43 кг соответственно. У самок эти показатели составляют 54 см и 0,76 кг. Тело стройное, цилиндрическое, со слегка приплюснутой головой и коротким, тупым рылом. Крупные овальные глаза вытянуты по горизонтали. Позади глаз имеются узкие эллиптические брызгальца. Ноздри представляют собой две вертикальные щели. Длинные треугольные челюсти способны сильно выдвигаться за контур головы. Зубы имеют форму крючков, расставлены неплотно. Передние зубы покрыты желобками по всей длине. Во рту имеется 6—10 верхних и 7—10 нижних зубных рядов. На симфизе имеется по одному ряду зубов. Самые крупные зубы расположены на симфизе, к краям челюстей они уменьшаются. Когда рот закрыт, верхний симфизальный зуб перекрывает нижний, тогда как боковые зубы смыкаются между собой. Из пяти пар жаберных щелей пятая превышает остальные по длине.
Плавники маленькие, очень тонкие и полупрозрачные. У основания обоих спинных плавников расположены рифлёные шипы. Первый спинной плавник расположен примерно посередине между грудными и брюшными плавниками. Второй спинной плавник и шип крупнее первых. Грудные плавники маленькие, закруглённые и имеют форму лопасти. Анальный плавник отсутствует. Верхняя лопасть хвостового плавника удлинена, у верхнего края имеется выемка. Кожа, за исключением плавников, плотно и хаотично покрыта узкими плакоидными чешуйками, не перекрывающими друг друга. Окраска чёрного цвета, на нижней стороне имеются более тёмные отметины, на которых расположены многочисленные фотофоры.

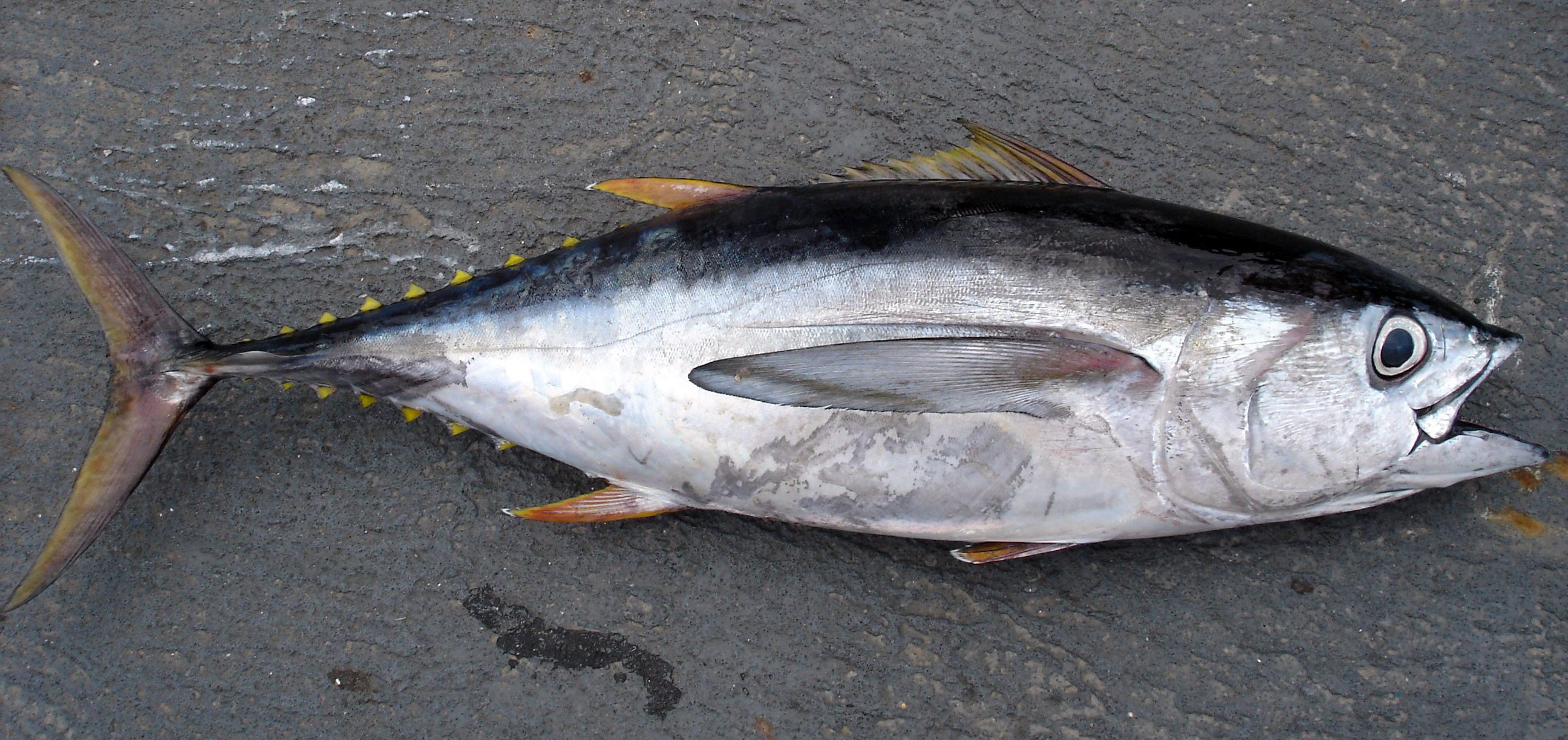
Большеглазый тунец.

## Биология
Рацион Trigonognathus kabeyai состоит в основном из костистых рыб, таких как светящиеся анчоусы (Diaphus и Benthosema), а также ракообразных. В свою очередь эти акулы могут стать добычей большеглазых тунцов и тихоокеанских длиннопёрых морских лещей.
Челюсти Trigonognathus kabeyai, способные выдвигаться вперёд, и длинные тонкие зубы приспособлены для того, чтобы хватать, а не резать, в отличие от коротких челюстей и пилообразных зубов прочих катранообразых, которые лучше подходят чтобы рассекать мясо. Эти акулы хватают добычу, быстро выдвигая челюсти, и заглатывают её целиком; они способны проглотить рыбу длиной до 40 % от собственного размера. Trigonognathus kabeyai — единственный вид среди катранообразных, у которого отсутствует суборбитальная мышца, отвечающая за выдвижение челюстей вперёд во время укуса. Функцию этой мышцы у них выполняет гиоманибулярный хрящ, подвижно соединённый с черепом так, что он может поворачиваться вперёд и вниз. Это уникальное устройство увеличивает расстояние, на которое способны выдвигаться челюсти, равно как и ширину их раскрытия в вертикальной и горизонтальной плоскости.
Подобно прочим членам своего семейства эти акулы размножаются яйцеживорождением, эмбрионы развиваются в утробе матери и питаются желтком. У взрослых самок имеется два функциональных яичника и две функциональные матки. 2 самки, чья поимка была документально подтверждена, вынашивали 25 и 26 созревших яйца. Самцы и самки достигают половой зрелости при длине 43 и 52 см соответственно.

## Взаимодействие с человеком
Вид не является объектом коммерческого промысла. Изредка эти акулы попадаются в качестве прилова в коммерческие кошельковые неводы и донные тралы, и по крайней мере на Тайване их оставляют для приготовления рыбной муки. Международным союзом охраны природы виду присвоен статус вызывающих наименьшие опасения.